# كيث ديفيد
كيث ديفيد (بالإنجليزية: Keith David)‏ مواليد 4 يونيو 1956 في هارلم، نيويورك، الولايات المتحدة، هو ممثل ومغني ومؤدي أصوات وكوميدي أمريكي بدأ مسيرته الفنية عام 1979.

## الأعمال
- 1986: فصيلة
- 1988: ميسنغ إن أكشن 3
- 1988: طائر
- 1995: السريع والميت
- 1998: أرمجدون
- 1998: هناك شيء ما عن ماري
- 2002: صلاة لراحة حلم
- 2002: باربرشوب
- 2003: العميل كودي بانكس
- 2003: سي اس آي:التحقيق في موقع الجريمة
- 2004: العميل كودي بانكس 2
- 2004: تصادم
- 2010: الناقل 2
- 2012: محور الشر
- 2009: سايك
- 2008: الأميرة والضفدع
- 2006: هاواي فايف أو
- 2005: سحابة الأطلس

## وصلات خارجية
- كيث ديفيد على موقع IMDb (الإنجليزية)
- كيث ديفيد على موقع ميتاكريتيك (الإنجليزية)
- كيث ديفيد على موقع روتن توميتوز (الإنجليزية)
- كيث ديفيد على موقع قاعدة بيانات الأفلام العربية
- كيث ديفيد على موقع ألو سيني (الفرنسية)
- كيث ديفيد على موقع ميوزك برينز (الإنجليزية)
- كيث ديفيد على موقع تيرنر كلاسيك موفيز (الإنجليزية)
- كيث ديفيد على موقع أول موفي (الإنجليزية)
- كيث ديفيد على موقع قاعدة بيانات برودواي على الإنترنت (الإنجليزية)
- كيث ديفيد على موقع قاعدة بيانات الأفلام السويدية (السويدية)